# تاریخ شهر مرو و ذیل بغداد
تاریخ شهر مرو و ذیل بغداد کتابی است که در قرن ششم ه‍.ق توسط ابوسعید عبدالکریم بن محمد السمعانی الموری تألیف شده‌است. مؤلف تاریخ مرو را که از جایگاه ویژه‌ای در نزد سلجوقیان برخوردار بوده‌است، در ۲۰ جلد تألیف کرده که در آن آگاهی‌هایی دربارهٔ خراسان و ترکستان یافت می‌شود و نکتهٔ مهم آن در این است که این اثر مرجعی مهم برای عصر تأسیس سلجوقیان و دوران رشد و گسترششان و فرهنگ و تمدن آن زمان به‌شمار می‌آید. علاوه بر آن ذیلی ۱۵ جلدی نیز برای تاریخ بغداد ۴۰ جلدی خطیب البغدادی تألیف نموده‌است.